# 水沼貴史のオレによこせ!!
水沼貴史のオレによこせ!!は、TBSの『スーパーサッカー』で2005年4月30日（実際の日付は5月1日）放送分から始まった水沼貴史コメンテーター監修・企画のサッカーのテクニックを応用したゲームコーナー「KINGは俺だ!!」シリーズの一つである。
今回のゲームは「オレキン」シリーズ初のタイムトライアルの形式を採用しており、高度な技術だけでなくスピードも要求される仕組となっている。

## ゲームの仕組み
- ゲームは大きくリフティング、ドリブル、バナナの3種類からなる。
- リフティング　指定の直径4mの円形範囲内で15回以上のリフティングを行う。但し必ずかかと（ヒール）、モモ、肩、頭を1回以上は使用すること
- ドリブル　15mの直線にある9本のポールをジグザグでドリブルし9本目のポールの近くにあるストップゾーンにボールを置けばクリア。
- バナナ（フリーキック）　フリーキックゾーンには予めボールが5個あり、プレーヤーはまず20バナナ（1バナナ=10cmなので2m）の位置からスタート。失敗した場合でも15、10、5、1バナナの順番でその位置からフリーキックを蹴る。成功すればそこでゲーム終了。なお1バナナも失敗すると記録なしになる。
- この3競技をいかに素早く全てクリアするか、その時間でランキングが決まる。

## ファンタジーキングII
水沼が横浜F・マリノスコーチ就任後、コメンテーターが小倉隆史に代わったが、このコーナーは試合形式を一部手直しして「ファンタジーキングII」として2人1組のチーム戦仕立てに変更して行っている。

## 記録

### 個人
1. 中村俊輔 個人の記録保持者
2. アレッサンドロ・デル・ピエロ